# Robert Kendrick
Robert Kendrick (Fresno, Califòrnia, Estats Units, 15 de novembre de 1979 és un jugador de tennista estatunidenc professional retirat.
En el seu palmarès consta un títol de dobles masculins al circuit ATP però majoritàriament es va desenvolupar en el circuit Challenger. Arribà a ser núm. 69 del món en el rànquing individual l'any 2009 mentre que en dobles el seu millor rànquing fou el número 77 el 2008.

## Palmarès

### Dobles masculins: 2 (1−1)
| Llegenda (pre/post 2009)                                 |
| -------------------------------------------------------- |
| Grand Slams (0−0)                                        |
| Tennis Masters Cup / ATP Finals (0−0)                    |
| ATP Masters Series / ATP World Tour Masters 1000 (0−0)   |
| ATP International Series Gold / ATP World Tour 500 (0−0) |
| ATP International Series / ATP World Tour 250 (1−1)      |

| Títols per superfície |
| --------------------- |
| Dura (0−1)            |
| Gespa (1−0)           |
| Terra batuda (0−0)    |

| Resultat  | Núm. | Data                 | Torneig                | Superfície | Parella        | Oponents                          | Marcador      |
| --------- | ---- | -------------------- | ---------------------- | ---------- | -------------- | --------------------------------- | ------------- |
| Finalista | 1.   | 16 de febrer 2003    | San Jose, Estats Units | Dura       | Paul Goldstein | Lee Hyung-Taik Vladimir Voltchkov | 5−7, 6−4, 3−6 |
| Guanyador | 1.   | 16 de juliol de 2006 | Newport, Estats Units  | Gespa      | Jürgen Melzer  | Jeff Coetzee Justin Gimelstob     | 7−6(3), 6−0   |

## Trajectòria

### Individual
| Open d'Austràlia | A   | Q3  | Q2   | A   | A   | A   | 1R   | 1R  | 1R   | Q2  | A   | A   | 0 / 3   | 0 – 3   |
| Roland Garros | A   | Q1  | A    | Q3  | Q1  | A   | 1R   | A   | 2R   | A   | 1R  | A   | 0 / 3   | 1 – 3   |
| Wimbledon | Q1  | Q2  | 1R   | Q2  | Q1  | 2R  | 1R   | Q3  | 1R   | 1R  | A   | A   | 0 / 5   | 1 – 5   |
| US Open | Q1  | Q3  | 1R   | Q1  | A   | 1R  | 1R   | 2R  | 2R   | 1R  | A   | A   | 0 / 6   | 2 – 6   |
| Total Victòries−Derrotes                                                                                                   | 0−0 | 0−0 | 6−10 | 4−4 | 0−2 | 4−5 | 5−18 | 3−9 | 9−16 | 0−4 | 4−9 | 0−1 | 28 – 55 | 28 – 55 |
| Rànquing a final d'any | 217 | 175 | 134  | 160 | 339 | 87  | 105  | 97  | 142  | 115 | 224 | 449 |         |         |
| Llegenda: G: Guanyador; F: Finalista; SF: Semifinalista; QF: Quarts de final; Q: Qualificació; A: Absent; RR: Round Robin; |     |     |      |     |     |     |      |     |      |     |     |     |         |         |

### Dobles masculins
| Open d'Austràlia | A   | A   | A   | 1R  | A   | A   | 1R  | 1R  | A   | A   | 0 / 3   | 0 – 3   |
| Roland Garros | A   | A   | A   | A   | A   | A   | 1R  | A   | 2R  | A   | 0 / 2   | 0 – 2   |
| Wimbledon | A   | 1R  | 1R  | A   | A   | A   | A   | Q2  | 2R  | A   | 0 / 3   | 1 – 3   |
| US Open | 1R  | A   | A   | A   | A   | 1R  | QF  | 1R  | 3R  | 2R  | 0 / 6   | 6 – 6   |
| Total Victòries−Derrotes                                                                                                   | 0−1 | 1−2 | 5−5 | 3−4 | 1−1 | 3−2 | 9−9 | 3−6 | 4−8 | 2−2 | 31 – 42 | 31 – 42 |
| Rànquing a final d'any | 185 | 154 | 107 | 162 | 418 | 150 | 82  | 181 | 213 | 176 |         |         |
| Llegenda: G: Guanyador; F: Finalista; SF: Semifinalista; QF: Quarts de final; Q: Qualificació; A: Absent; RR: Round Robin; |     |     |     |     |     |     |     |     |     |     |         |         |